# Jeff Merkley
Jeffrey Alan "Jeff" Merkley, född 24 oktober 1956 i Myrtle Creek i Oregon, är en amerikansk demokratisk politiker. Han representerar delstaten Oregon i USA:s senat sedan januari 2009.
Merkley avlade 1979 grundexamen vid Stanford University. Han avlade sedan 1982 master i offentlig förvaltning vid Princeton University. Han var ledamot av Oregon House of Representatives, underhuset i delstatens lagstiftande församling, 1999-2008, varav talman 2007-2008. Merkley besegrade sittande senatorn Gordon Smith i kongressvalet i USA 2008.
Merkley och hustrun Mary har två barn: Jonathan och Brynne.